# LG Wing

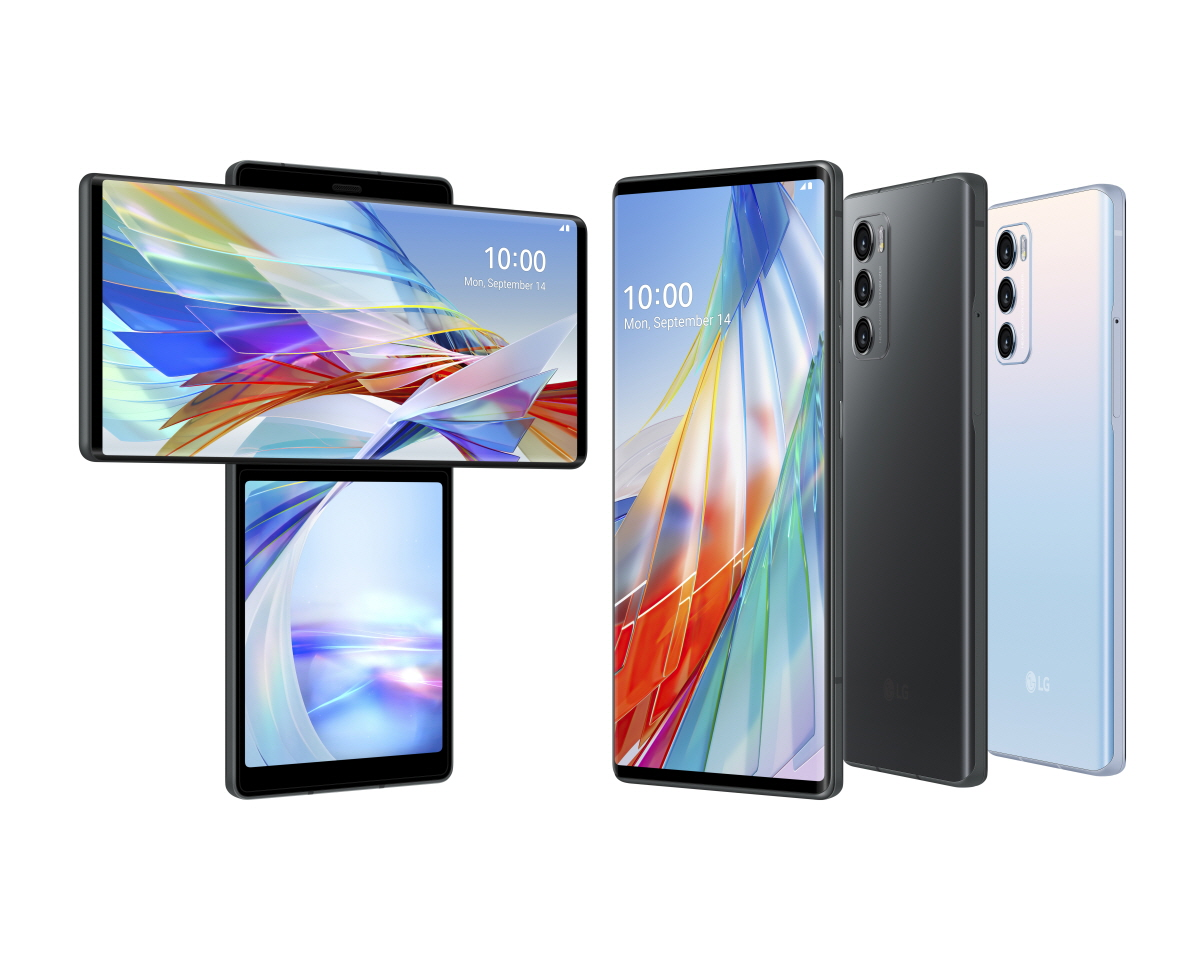
LG Wing

El LG Wing 5G es un phablet basado en Android fabricado por LG Electronics. El dispositivo cuenta con un diseño giratorio donde la pantalla principal se puede girar para formar una forma de T, dejando al descubierto una pantalla secundaria más pequeña. Se puede utilizar como un teléfono inteligente convencional en su estado predeterminado, o en cualquier orientación en modo giratorio.
El 5 de abril de 2021 LG anunció que cerraría su división de telefonía móvil y cesaría la producción de todos los dispositivos restantes. LG señaló que el teléfono estará disponible hasta que se agote el inventario existente. Este fue considerado el último teléfono insignia de LG - todos los demás teléfonos después del LG Wing hasta el 2021, 10 de marzo, eran teléfonos de gama media o económicos.

## Diseño
El LG Wing utiliza un marco de aluminio anodizado con bordes biselados; ambas pantallas y el panel trasero están protegidos por un vidrio no especificado. La pantalla inferior tiene un poliacetal de alta lubricidad que rodea el panel frontal. El bisel superior de la parte inferior alberga el auricular. Hay dos opciones de color, Aurora Gray e Illusion Sky.
Girando la pantalla principal en el sentido de las agujas del reloj se activa el modo giratorio, en el que la pantalla principal tiene un modo apaisado que muestra la fecha y la hora, así como un carrusel de aplicaciones. Además de ejecutar dos aplicaciones simultáneamente, la pantalla secundaria puede actuar como un cardán de cámara digital o controles multimedia.

## Bisagra
El teléfono utiliza una bisagra que puede girar 90 grados. La bisagra tiene un doble mecanismo de bloqueo y está asegurada por dos muelles que guían el teléfono a una posición abierta o cerrada. Un pequeño amortiguador hidráulico permite movimientos más refinados de la bisagra. LG calificó el mecanismo como capaz de soportar hasta 200.000 usos.

## Hardware
El LG Wing está alimentado por el Qualcomm Snapdragon 765G y la GPU Adreno 620. Tiene 128 o 256 GB de almacenamiento interno UFS, emparejado con 8 GB de RAM LPDDR4X. Soporta expansión por tarjeta MicroSD a través de una ranura híbrida dual-SIM, hasta 2 TB.
La pantalla principal es compartida con el Velvet y el V60 ThinQ, una P-OLED (Polymer OLED) FHD+ de 6,8" con una relación de aspecto 41:18, y la pantalla secundaria es una G-OLED de 3,9" con una relación de aspecto 31:27. La pantalla principal también cuenta con un escáner óptico de huellas dactilares bajo la pantalla. La capacidad de la batería es de 4000 mAh
Se puede recargar por cable a través de USB-C  a una potencia de hasta 25 W (carga rápida Quick Charge 4.0+)o de forma inalámbrica a través de Qi a una potencia de hasta 9 W.

### Cámara
El conjunto de cámaras se encuentra en la esquina con un saliente rectangular que alberga tres cámaras. Las cámaras traseras son similares a las del V60, con sensores idénticos de 64 MP panorámico y 13 MP ultra panorámico. La tercera cámara es un sensor ultrawide adicional de 12 MP que se utiliza para el cardán de la cámara digital. La cámara frontal está oculta por un mecanismo emergente motorizado y utiliza un sensor de 32 MP.

## Software
El LG Wing funciona con Android 13. Wing utiliza UX 10 de LG.